# Geza Tikvicki
Geza Tikvicki (Subotica, 1917. – prosinac 1999.), bio je vojvođanski, srbijanski i jugoslavenski visoki politički dužnosnik, najistaknutiji prvoborac NOB-a i političar hrvatske narodnosti u Vojvodini. Rodom je bački Hrvat.
Brat je društveno-političke radnice i profesorice filozofije Teze Bukvić.

## Životopis

### Predratne godine
Od srednje škole je završio nižu gimnaziju i Zanatsku školu u Subotici. Do Drugog svjetskog rata je radio kao metalski radnik.
U mlađoj dobi se politički aktivirao. Bio je uhićen pod optužbama da je SKOJ-evac, a potom je bio uhićen pod optužbom da je sudjelovao o organizaciji štrajka u zrakoplovnoj industriji. KPJ-u je pristupio 1939.

### Drugi svjetski rat
Bio je prvoborcem. U NOB-u je bio od prvih dana. 
U početku okupacije, tamošnja je oružana borba bila u velikim teškoćama. Pokrajinski komitet i Glavni štab nisu imali nikakvih kontakata s partijskim (CK KPJ) i vojnim (Vrhovni štab) vrhom. Pored toga su boračke skupine bile međusobno izolirane u djelovanjima i nisu bile u kontaktima. Stoga je Pokrajinski komitet KPJ za Vojvodinu u studenome 1941., odlučio podijeliti nadležnosti, tako da se nije vodilo borbu iz jednog mjesta nad cijelom Vojvodinom, nego je jedna skupina pokrivala Banat, a druga, koju su predvodili Geza Tikvicki i Toza Marković je vodila oružanom borbom u Bačkoj. Pored toga, održavao je vezu s Pokrajinskim komitetom PKJ u Srijemu.
Bio je članom ratnog Oblasnog komiteta za Bačku i Baranju, zajedno s Pálom Sótijem, Đuricom Jojkićem, Joom Lajosem i Branom Paninom.
Za vrijeme rata je 1943. s Đuricom Jojkićem, Nikolom Petrovićem i drugima uređivao prvih nekoliko brojeva lista Slobodna Vojvodina.

### Nakon rata
Nakon rata je bio sekretarom u Okružnom komitetu u Subotici i jedno vrijeme subotičkim gradonačelnikom.
20. prosinca 1947. je osnovan Savez boraca NOR-a u Subotici, a Geza Tikvicki za predsjednika Glavnog odbora.
Od 1948. do 1950. je bio ministrom u vladi NR Srbije.
Nakon rata je bio predsjednik Izvršnog vijeća SAP Vojvodine (pokrajinske Vlade) od prosinca 1953. do 22. lipnja 1962.
Aleksandar Ranković je te i iduće godine, Gezu Tikvickog, te još neke čelne dužnosnike u SAP Vojvodini, Stevana Doronjskog, Pála Sótija i ostale žigosao kao autonomaše, smijenio i rasporedio na rad u Beograd (Doronjski je poslije bio tvorcem podmetačke formule za optuživanje partijskih kolega desetak godina poslije "Liberalizam je čist frakcionizam").
Geza Tikvicki je još bio članom predsjedništva IV SAP Vojvodine, zastupnik u Skupštini FNRJ, Skupštini SR Srbije i SAP Vojvodine i članom savezne vlade. U KPJ je bio članom CK SKS te PK SKS za Vojvodinu.
Bio je i veleposlanikom u Mađarskoj.

### Etiketiranje Tikvickog kao liberala i autonomaša
Godine 1972. za vrijeme "obračuna sa liberalima" u Srbiji, bio je među prozvanim kao "savjetnik liberala". Prvi ga je takvim prozvao general JNA Marko Peričin, nazvavši njega, Pála Sótija i Đuricu Jojkića kao "savjetnicima’ koji su sebi uzeli pravo da utiču na PK i njegove organe u vezi sprovođenja zadataka iz Pisma druga Tita.". Prozvao ga je, pored još nekih, ondašnji narodni heroj Isa Jovanović "...svakodnevno sve više smo uplivavali u anarholiberalističke vode...Njegovi (Đilas) nasljednici još više su razvijali ideologiju anarholiberalizma i onemogućavali svaki pozitivan rad u Partiji. Slično ponašanje imali su i bivši rukovodioci Vojvodine - Čanadanović, Tepavac, Jojkić, Sóti, Tikvicki i ostali. Oni se frontalno nisu smjeli suprotstaviti Titu, ali su zato po svim linijama blokirali njegove misli.".
Tako je Tikvicki, zajedno s ostalim "liberalima", uklonjen iz politike već krajem 1972., no napadi tu uopće nisu stali.
Pritisci su rasli. Godine 1973., dva tjedna poslije 52. sjednice PK, na sastanku s vojvođanskim dužnosnicima u SR Srbiji i Federaciji ponovno je prozvan. Tog puta bilo je to samo zato što je s Pálom Sótijem, podupro politiku koju je simbolizirao Marko Nikezić, odnosno zato što nisu odobrili primjedbe Jovana Veselinova na izbor PK 1968. i jer su poduprli temeljnu koncepciju uvodnog izlaganja Mirka Čanadanovića uoči razgovora s Titom, na sastanku pokrajinskog aktiva.
Odlučujući udar po "liberalima i tehnokratima" i "konačni obračun s jednim brojem najodgovornijih nosilaca ovih pojava u Vojvodini" su partijski konzervativci izvršili na 56. sastanku PK 15. lipnja 1973. godine. PK je onda "intervenirao na stanje", jer "liberali odbijaju kritiku", "opterećuju revoluciju" i "smetaju stabilizaciji jedinstva". Ta "intervencija" je bila politička neutralizaciju i odstranjenje optuženih dužnosnika: iz Saveza komunista su isključeni Miloš Radojčin, Mirko Tepavac, Mirko Čanadanović i Vukašin Kešelj (bivši predsjednik Socijalističkog saveza Vojvodine), a nešto kasnije i Pál Sóti, nakon što je prvotno bio samo opomenut, a Geza Tikvicki je kažnjen opomenom.
Potom su uslijedile i nove kritike, u kojima se Tikvickog i ostale optuživalo da se "dovodi u pitanje osnovni kurs", a da je to to zapravo "vid prikrivenog otpora kursu SK Vojvodine na liniji SK Jugoslavije i riječi druga Tita". Tito je prešutno stajao sa strane po pitanju ovih prozivki i napada na vojvođansko rukovodstvo, suglasivši se tako sa svime što se govorilo i činilo protiv tih ljudi. Samo spominjanje da se "protivi Titovim riječima" je bila u ono vrijeme opasno teška optužba. Učinak toga je bio da je "je etiketa liberal te godine izazivala po Vojvodini bezmalo isti strah kao prethodne (1972) godine dijagnoza Variola vera - velike boginje.". Uslijedila su daljnja montiranja i kritiziranja, u kojima se napadnute dužnosnike optuživalo i za stvari koje su proturječile jedna drugoj. To je išlo dotle, da je bilo očito da partijskim tvrdostrujašima nije bilo dosta što su oduzeli položaje napadnutih političar i odbace politiku iznapadanih kolega, nego su htjeli po svaku cijenu ukaljati i poniziti ih.
Optužbe su narasle do toga da su "optuženi za liberalizam, tehno-menadžerstvo, evropejstvo, forsiranje stručnosti na račun klasno-revolucionarnog kriterijuma itd.". Svašta se naljepljivalo dojučerašnjim suradnicima, a da se ništa nije dokazalo. 
Udar na dotadašnji vojvođanski i novosadski politički vrh kojim su pučistički preuzeli vlast su vodili Stevan Doronjski (blizak Titu), Radovan Vlajković, Dušan Alimpić, Nikola Kmezić i drugi. Iako je napadnutima jedino ostalo braniti se istinom i znanjem, Titovo prešutno svrstavanje uz klevetnike je presudilo.

### O Tikvickom poslije raspada SFRJ
Godinama poslije Mirko Čanadović je branio oklevetane kolege, a koje su oklevetali ljudi koji se vojvođanskoj i srbijanskoj javnosti prikazuju kao "borci za istinu", a zapravo uopće nisu istinoljupci. Štoviše, reagirao je jer je "zapazio da u tom društvu utjecajnu ulogu imaju i ljudi o kojima pouzdano znam da nisu istinoljupci, a objektivno su suodgovorni za propast baš najboljih tekovina NOR-a.". Naglasio je da su ti samozvani borci za istinu, u svojem "branjenju tekovina NOR-a od liberala" politički oklevetali i uklonili iz društveno-političkog života cijeli ondašnji ratni Oblasni komitet za Bačku i Baranju (osim Jo Lajosa, kojeg su fašisti ubili 1944.).
Za takve klevete je spomenio Dušana Alimpića i Nikolu Kmezića, a povod novoj reakciji 1997. godine bio je zbornik autoriziranih referata i diskusija s Okruglog stola "Vojvodina u antifašistickoj narodnooslobodilackoj borbi - 50 godina posle" (N. Sad, 1996.).

## Odlikovanja
- Orden zasluga za narod I. i II. reda